# Середниковская волость
Середниковская волость — волость в составе Егорьевского уезда Рязанской губернии, с 1922 года Егорьевского уезда Московской губернии, существовавшая до 1929 года.

## История
Середниковская волость существовала в составе Егорьевского уезда Рязанской губернии. Административным центром волости было село Середниково. В 1922 году Егорьевский уезд был включен в состав Московской губернии.
22 июня 1922 года волость была укрупнена путём присоединения к ней Шараповской волости.
В ходе реформы административно-территориального деления СССР в 1929 году Середниковская волость была упразднена.

## Состав
На 1885 год в состав Середниковской волости входило 1 село и 6 деревень.
| Вид     | Наименование | Население, чел. (1858 год) | Население, чел. (1859 год) | Население, чел. (1885 год) | Население, чел. (1905 год) |
| ------- | ------------ | -------------------------- | -------------------------- | -------------------------- | -------------------------- |
| село    | Середниково  | 660                        | 711                        | 933                        | 1016                       |
| деревня | Самойлиха    | 527                        | 534                        | 774                        | 921                        |
| деревня | Бабынина     | 404                        | 413                        | 530                        | 580                        |
| деревня | Бармина      | 390                        | 407                        | 509                        | 579                        |
| деревня | Терихово     | 201                        | 201                        | 209                        | 240                        |
| деревня | Гаврино      | 334                        | 334                        | 435                        | 530                        |
| деревня | Новошино     | 582                        | 610                        | 868                        | 966                        |

## Землевладение
Население составляли 20 сельские общины. Из них 18 принадлежали к разряду бывших помещичьих крестьян и 2 общины к разряду государственных крестьян. Все общины, кроме одной, имели общинную форму землевладения. 13 общин делили землю по ревизским душам, остальные по работникам. Луга в 13 общинах делились ежегодно перед сенокосом, в одной через неопределённые промежутки времени и в 5 одновременно с пашней. Лес делился по мере надобности.
Все общины, за исключением одной, арендовали вненадельную, преимущественно луговую землю. Домохозяева, имевшие арендную землю, составляли около 67 % всего числа домохозяев волости.

## Сельское хозяйство
Земля в волости была посредственная, почва в большинстве общин песчаная, изредка супесчаная или суглинистая. Луга в основном по кустарнику или по полям, в некоторых общинах по берегам небольших речек. Лес больше дровяной, имелся во всех общинах, кроме одной. В 5 общинах был строевой лес. Крестьяне сажали рожь, гречиху и картофель. Овёс сажали редко. Топили из собственных лесов, но в некоторых общинах дрова покупали.

## Местные и отхожие промыслы
Основным местным промыслом волости было ткание кульков. Этим занимались преимущественно женщины, а также некоторые мужчины. В 1885 году имелось 66 плотников, 10 человек долбили корыта, 3 человека делали грабли, 1 сохи, 2 плели лапти, 9 токарей, 2 пильщика, 4 столяра, 23 мастеровых, 7 человек собирали муравьиные яйца, 10 мужчин и 90 женщин ткали нанку, 32 торговца, 5 извозчиков и пр. Тканием кульков занимались 223 женщины и 51 мужчина.
Отхожие промыслы были значительны. В 1885 году на заработки уходили 832 мужчины и 19 женщин. Всего уходило около 70 % мужчин рабочего возраста. Большинство из них были плотники — 779 человек. Из остальных промысловых 29 торговцев, 9 мастеровых и 15 дворников, приказчиков, прислуги и т. п. На заработки уходили в основном в Москву, Коломну и Бронницы, реже в другие города.

## Инфраструктура
В 1885 году в волости имелось 3 ветряных и 1 водяная мельница, 4 кузницы, 1 крупорушалка, 1 маслобойня. 1 столярное и 1 сапожное заведение, 1 кирпичный завод, 1 пекарня, 7 мелочных и 3 чайных лавки, 1 постоялый двор, 1 трактирное и 3 питейных заведения. Школы имелись в селе Середниково и в деревне Новошино.